# Amata cyclopaea
Amata cyclopaea är en fjärilsart som beskrevs av Emile Enrico Ragusa 1905. Amata cyclopaea ingår i släktet Amata och familjen björnspinnare. Inga underarter finns listade i Catalogue of Life.